# オレグ・シャツキフ
オレグ・アレクサンドロヴィチ・シャツキフ (英語: Oleg Aleksandrovich Shatskikh、ウズベク語: Олег Александрович Шацких、1974年10月15日 - ) は、ウズベキスタンの元プロサッカー選手である。現役時代はウズベク・リーグでプレーしていた。弟のマクシム・シャツキフもプロサッカー選手である。現役時代のポジションはFW。

## ウズベキスタン代表
シャツキフは1996年9月11日にサッカーウズベキスタン代表に選出され、11試合に出場、9得点を挙げた。また、AFCアジアカップ1996に出場したほか、1998 FIFAワールドカップ・アジア予選にも出場した。

## 獲得タイトル

### クラブ
- ウズベク・リーグ 優勝 (2): 1992, 1996
- ウズベキスタン・カップ 優勝 (1): 1996

### 個人タイトル
- ウズベク・リーグ得点王: 1995 (26ゴール), 1996 (23ゴール)
- ウズベキスタン年間最優秀サッカー選手賞: 1995